# شجرة كف سلمى
كف سلمى (Sterculia quinqueloba)
كف سلمى هي شجرة صغيرة إلى متوسطة الحجم متساقطة الأوراق تتبع فصيلة الخبازية (Malvaceae) ضمن جنس الستركوليا . تنتشر الشجرة بشكل طبيعي في مناطق السافانا الجافة بجنوب ووسط إفريقيا، وتمتاز بأوراقها الكبيرة ذات الفصوص الخمسة التي تشبه كف اليد، ومنها جاءت تسميتها (quinqueloba تعني “خماسية الفصوص” باللاتينية) . تُعرف الشجرة في اللغة الإنجليزية باسم “الكستناء النجمي كبير الأوراق” (Large-leaved star-chestnut) إشارةً إلى ثمارها النجمية وبأوراقها العريضة، كما يُطلق عليها محليًا في بعض دول الخليج اسم “شجرة كف سلمى”. لهذه الشجرة أهمية بيئية في بيئتها الأصلية، حيث تشارك في تركيبة الغابات المفتوحة وتوفر الغذاء والمأوى للكائنات المحلية، كما يستفاد منها بشريًا كمصدر للخشب والصمغ والبذور الصالحة للأكل . نجحت زراعة هذه الشجرة تجريبيًا في دولة الإمارات العربية المتحدة مؤخرًا، وتحديدًا في منطقة مصفوت بإمارة عجمان، حيث قام مشتل حدائق أشجار مصفوت بإدخالها وزراعتها ضمن جهود تنويع النباتات المحلية. فيما يلي عرض موسوعي مفصّل لمعلومات هذه الشجرة من حيث التصنيف والوصف والانتشار والأهمية والاستخدامات.
الاسم والتصنيف
	•	الاسم العلمي: Sterculia quinqueloba (ستركوليا كوينكويلوبا)، وقد وصفها لأول مرة عالم النبات الألماني كارك (Garcke) عام 1861 تحت جنس Cola باسم Cola quinqueloba ، ثم نُقلت لاحقًا إلى جنس الستركوليا على يد العالم ك. شومان (K. Schum.).
	•	التصنيف العلمي: تنتمي إلى جنس الستركوليا ضمن الفصيلة الخبازية (Malvaceae) من رتبة الخبازيات (Malvales) . يصنفها نظام علم النبات الحديث كما يلي: المملكة النباتية؛ القسم مغطيات البذور (كاسيات البذور)؛ طائفة ثنائيات الفلقة؛ رتبة الخبازيات؛ فصيلة الخبازية (وتُدرج تحت تحت فصيلة Sterculioideae التابعة للخبازية)؛ الجنس: الستركوليا؛ النوع: S. quinqueloba.
	•	أسماء شائعة أخرى: تسمى في بعض المصادر الإنجليزية “كستناء النجمة” أو “الكستناء كبير الأوراق” (Large-leaved Sterculia) . ولها أسماء محلية عديدة في إفريقيا الجنوبية بلغات السكان الأصليين؛ فمثلًا تُدعى “موكوكوبويو” Mukukubuyu بلغة الشونا في زيمبابوي . أما اسم “كف سلمى” في العالم العربي فيبدو أنه اسم حديث التداول أطلق على هذه الشجرة لوصف شكل أوراقها الشبيه بكف اليد، تمييزًا لها عن شجرة “كف مريم” الأخرى (التي تنتمي لجنس مختلف).
الوصف النباتي
شجرة كف سلمى نامية بين تكوينات صخرية في موطنها الطبيعي بجنوب غرب إفريقيا (ناميبيا) 
شجرة كف سلمى متساقطة الأوراق يصل ارتفاعها عادةً إلى حوالي 5–12 متر، وقد تتجاوز 20 مترًا في ظروف مثالية . الساق قائمة وسميكة ذات قلفة (لحاء) مميزة بلون باهت يميل للأصفر الكريمي أو الوردي البني، يكون أملس في المراحل اليافعة ثم يتقشر رقائقيًا مع تقدم العمر . اللحاء الخارجي للشجرة أملس ولامع بلون فاتح (أصفر-كريمي إلى وردي-بني)، ويطرح عند قطعه نسغًا صمغيًا شفافًا . الأغصان تمتد لتشكل تاجًا واسعًا ومفتوحًا. الأوراق كبيرة جدًا كفية الشكل يصل قطرها حتى 40 سم، تحمل على أعناق طويلة (أكثر من 20 سم) ومتجمعة عند أطراف الأغصان . كل ورقة تتألف من 3 إلى 5 فصوص عميقة، سطحها العلوي أخضر مصفر والسفلي مغطى بأوبار دقيقة ناعمة . تظهر الأزهار صغيرة جدًا بلون أصفر مخضر، محمولة في نورات كبيرة الحجم (قد يصل طول النورة إلى 30 سم) في أطراف الفروع . تكون الأزهار عنقودية ومتفرعة، وتظهر متزامنة مع نمو الأوراق الجديدة في بداية الموسم الدافئ . الزهرة أحادية الجنس (ذكورية أو أنثوية) ولكن النورات تحمل الجنسين معًا على النبات نفسه (الشجرة وحيدة المسكن) . الثمرة مميزة في جنس الستركوليا؛ حيث تتكون من 5 أقسام (بزيمات) تت排列 على شكل نجمة عند نضجها . كل قسم من الثمرة يشبه قاربًا صغيرًا بطول قد يصل إلى 6 سم، وهو مغطى بشعيرات كثيفة ذهبية اللون ويحتوي على 2–3 بذور سوداء لامعة قرب حوافه الداخلية . عند تمام النضج، تنشق الأقسام الخمسة وتنفتح كالنجمة كاشفةً عن بذورها السوداء . تجدر الإشارة إلى وجود شعيرات دقيقة مهيجة للجلد تحيط بالبذور من الداخل، لذا قد يسبب التعامل مع الثمار المفتوحة حكة أو تهيجًا لدى البعض . البذور كروية إلى بيضاوية صغيرة ذات لون رمادي مسود، وترتب عادة في حافة كل قسم ثم تسقط منه بعد تفتح الثمرة. خشب الشجرة ذو لب قلبّي لونه أحمر وردي عند قطعه طازجًا ثم يصبح بنيًا متوسطًا عند التعرض للهواء، وتحيط به طبقة لحاء داخلي (خشب أبيض) باهتة اللون بعرض يصل إلى 6 سم . الخشب متوسط الكثافة إلى ثقيل نوعًا ما (كثافته حوالي 690–880 كجم/م³ عند تجفيفه بنسبة 12%)، ومتانته منخفضة نسبيًا، لكنه قابل للتشكيل والصقل بسهولة  . بشكل عام، تعطي هذه المواصفات الشجرة مظهرًا جماليًا مميزًا (تاج واسع ولحاء ناعم فاتح وأوراق كبيرة) فضلًا عن فوائدها البيئية والاستخدامية.
الموطن والانتشار
الموطن الأصلي لشجرة كف سلمى هو المناطق الجافة من إفريقيا الجنوبية والشرقية. تنتشر طبيعيًا في نطاق واسع يشمل جنوب جمهورية الكونغو الديمقراطية (خاصة إقليم كاتانغا) وتنزانيا وجنوب أنغولا وناميبيا وزامبيا وملاوي وزيمبابوي وموزمبيق  . تكثر الشجرة في البيئات السافانية المفتوحة وفي أنواع مختلفة من الأحراج الجافة. فهي تنمو في الأراضي الحرجية الجافة على ارتفاعات منخفضة (بدءًا من مستوى سطح البحر في المناطق الساحلية وحتى حوالي 1650 مترًا فوق مستوى البحر) . غالبًا ما تتواجد على أطراف الغابات وحول التلال الصخرية والتكوينات الجرانيتية وفي بيئات الأشجار المتناثرة (مثل أراضي أشجار البراكيستيجيا ضمن أحراج الميومبو) . لوحظ أيضًا أنها قد تنمو بالقرب من أكوام النمل الأبيض (التلال الترابية) في السافانا، وربما تستفيد من تربتها الغنية . تكيُّفها مع النمو على الصخور يمنحها ميزة تجنب الرعي الجائر من قبل الحيوانات الكبيرة؛ فقد أشير إلى أنها تنتشر على المنحدرات الصخرية الوعرة حيث يصعب على الفيلة الوصول إليها في بعض المناطق . تتسم هذه الشجرة بقدرتها على تحمل الجفاف والحرارة كونها من نباتات المناطق الحارة الجافة . ومع أنها منتشرة وشائعة في موائلها الأصلية (مصنفة كنبات شائع في زيمبابوي مثلًا) ، إلا أنها غير معروفة طبيعيًا خارج إفريقيا. لم يُذكر وجودها بريًا في شبه الجزيرة العربية، ولكن تم إدخالها للزراعة مؤخرًا في بيئات مشابهة ضمن دولة الإمارات (انظر قسم الزراعة في الإمارات أدناه).
الأهمية البيئية والاستخدامات
تؤدي شجرة كف سلمى دورًا بيئيًا مهمًا في نطاقها الطبيعي، فهي جزء من تكوين الغابات الجافة وتساهم في توفير الظل والغذاء للكائنات المحلية. تُعد البذور غذاءً لبعض الحيوانات؛ فالبذور الناضجة غنية بالزيوت والبروتين ويمكن أن تأكلها الطيور أو القوارض، كما أن الثمار الجافة ربما تلتقطها بعض الثدييات. جذوع الشجرة تفرز صمغًا طبيعيًا (راتنج) قويًا شفافًا عند جرحها، وهذا الصمغ يشابه صمغ الطلع (gum arabic) المستخرج من الأكاسيا ويُجمع تجاريًا تحت اسم “صمغ الكارايا” (Karaya gum) مع صمغ أنواع أخرى من الستركوليا  . لهذا الصمغ استخدامات بيئية حيث يعد مصدراً لغذاء النحل وبعض الحشرات، كما يستخدمه الإنسان كمادة مكثفة ومستحلب ولصنع المواد اللاصقة (مثال: لاصق أطقم الأسنان) . وبالرغم من تشابهه في الخواص الفيزيائية مع صمغ الطلع، إلا أن ارتفاع محتواه من العفص (tannins) يحد من استخداماته الغذائية والطبية مقارنةً بصمغ الطلع .
من الناحية الاقتصادية والتقليدية، للشجرة عدة فوائد واستخدامات متنوعة لدى المجتمعات المحلية في إفريقيا:
	•	الخشب والألياف: يوفر خشب الستركوليا مادة خشبية تستعمل للأعمال الخفيفة؛ ففي زامبيا يُستفاد منه في صنع الأثاث والدعائم في المناجة، كفي ملاوي يُستخدم في صناعة التوابيت والبناءات الخفيفة . الخشب قابل للنشر والتشكيل بسهولة ويُعطي لمعة جيدة عند صقلة، ككنه متوسط المتانة ومقاومته محدودة ضد الآفات كالنمل الأبيض . لذلك يستخدم أيضًا في الأشغال الداخلية كالكسوة والنجارة والأعمدة الخشبية وصناعة القوالب الخشبية والخشب الرقائقي وحتى لعمل اللب الورقي . نظرًا لخواصه هذه، يُصنف الخشب كأقل قيمة تجاريًا مقارنةً بالأخشاب الصلبة الأخرى في تنزانيا مثلًة، كلم يُعرف عن الشجرة دخولها سوق التصدير العالمي بشكل ملحوظ. إلى جانب الخشب، تُنتج قلفة الشجرة أليافًا قوية يمكن نسجها واستعمالها محليًا لصناعة الحبال والحصائر والأكياس الخشنة  . بعض القرى تستفيد من لحاء الفروع لصنع حصر (بسط) للأرضيات التقليدية.
	•	الوقود: يستخدم الأهالي الأخشاب والفروع الجافة كحطب وقود، ويُحول الخشب أيضًا إلى فحم نباتي في بعض المناطق الريفية .
	•	البذور والأطعمة: البذور صالحة للأكل وتتمتع بقيمة غذائية جيدة. تُجمع البذور من الثمار بعد نضجها ثم تُزال عنها الشعيرات المهيجة بالحذر. غالبًا ما يقوم السكان بتحميص البذور وأكلها مباشرةً مثل الفول السوداني، أو طحنها بعد التحميص ومزجها مع أطباق الخضار مثل البازلاء واليقطين لتكسبها نكهة دسمة  . يُذكر أيضًا أن بعض الثقافات تطحن البذور وتضيفها لمسحوق الحساء كمكثف للبروتين. تعتبر هذه البذور مصدراً غذائياً مهماً خصوصًا في أوقات ندرة الطعام، كما أنها قد تكون قابلة للتخزين لفترات قصيرة (بالرغم من أن قابليتها للإنبات تنخفض سريعًا خلال شهرين إذا خزنت في حرارة الغرفة) .
	•	الطب التقليدي: تحظى شجرة كف سلمى ببعض الاستخدامات العلاجية في الطب الشعبي إفريقيا. يُحضّر مغلي من أوراقها ولحاء فروعها الرفيعة ويُشرب للتخفيف من آلام المغص المعدي ومعالجة اضطرابات المعدة مثل المغص والإسهال . كما يستعمل مستخلص اللحاء المغلي كحقنة شرجية لعلاج الإمساك ومشاكل الأمعاء  . في بعض المناطق، يُعطى مغلي اللحاء كحقنة شرجية أيضًا لعلاج حالات الإسهال الشديد . ويتم تناول منقوع الأوراق والجذور فمويًا لعلاج الملاريا في بعض التقاليد العلاجية المحلية  . هذه الاستخدامات الطبية التقليدية لم يتم دراستها علميًا على نطاق واسع، لكنها تدل على أهمية الشجرة في الموروث الصحي لدى السكان.
	•	الزينة والظل: إضافةً إلى ما سبق، تُزرع Sterculia quinqueloba أحيانًا لأغراض الزينة وتنسيق الطرق في إفريقيا، نظرًا لجمال شكلها (أوراق كبيرة وظل وفير) واحتمال تحملها للجفاف . تساهم الشجرة في توفير الظل في القرى والمزارع خلال موسم الصيف بفعل انتشار تاجها الواسع. كما يمكن استخدامها كسياج طبيعي (أسيجة نباتية) حيث تنمو كشجيرة كثيفة عند تقليمها بشكل منتظم .
الزراعة في الإمارات
نظرًا لتحملها النسبي للظروف الحارة والجافة، هناك اهتمام حديث بزراعة شجرة كف سلمى خارج نطاقها الأصلي. في دولة الإمارات العربية المتحدة تمت تجربة زراعة هذه الشجرة بنجاح بشكل محدود. قام مشتل حدائق أشجار مصفوت في منطقة مصفوت بإمارة عجمان باستقدام الشتلات وزراعتها ضمن مشروع تجريبي لتقييم تأقلم الشجرة مع بيئة الإمارات. اختيرت منطقة مصفوت تحديدًا لما تتميز به من مناخ جبلي أقل حرارة نسبيًا وتربة حصوية شبيهة ببيئات نمو الشجرة في إفريقيا. أظهرت التجربة الأولية نتائج مشجعة؛ إذ استطاعت الأشجار النمو والصمود خلال فصل الصيف الحار عندما توفرت لها الرعاية اللازمة من ري وحماية في السنوات الأولى. يبلغ ارتفاع بعض العينات المزروعة في مصفوت بضعة أمتار حاليًا وتبدو عليها علامات التأقلم من حيث نمط تساقط الأوراق في الشتاء وإخراج أوراق جديدة في الربيع بشكل متزامن مع مثيلاتها في موطنها الأصلي . ولا تزال التجربة في مراحلها الأولى حيث يراقب القائمون على المشتل نمو الأشجار وإزهارها وإنتاجها للثمار في البيئة المحلية. من المتوقع في حال نجاح التكيف أن تُستخدم الشجرة مستقبلًا في مشاريع تنسيق المواقع والحدائق في المناطق الداخلية من الدولة، خاصةً أن لها معدل نمو متوسط وشكل ظلي جمالي بالإضافة إلى فوائدها الأخرى (مثل إنتاج الصمغ). ويُذكر أن إدخال هذه الشجرة يأتي ضمن جهود أوسع لتنويع الغطاء النباتي بالأصناف القادرة على التكيف مع مناخ الإمارات وتوفير موارد طبيعية بديلة.
الحالة والتهديدات
على الصعيد العالمي، لا تعد شجرة كف سلمى من الأنواع المهددة بالانقراض حاليًا. حالة الحفظ بحسب القائمة الحمراء للـIUCN لم يتم تقييمها بعد بشكل منفرد (Not Evaluated) ، ما يعني أنه لم يجرِ تصنيف رسمي لوضعها لندرة المعلومات أو لعدم اعتبارها ذات خطر كبير. ومع ذلك، تشير المصادر المحلية إلى أن الشجرة واسعة الانتشار وشائعة في موائلها إفريقيا، مما يوحي بأنها في وضع آمن عمومًا وليست تحت تهديد حرج. في زيمبابوي مثلًا توصف بأنها شجرة “شائعة” الانتشار في البيئات المناسبة . كما أن نطاق انتشارها الكبير عبر عدة دول يقلل من احتمال تعرضها لخطر انقراض كلي. من جهة أخرى، قد تواجه الشجرة محليًا بعض الضغوط مثل فقدان الموائل نتيجة توسع الزراعة أو قطع الأخشاب على نطاق محدود للاستخدامات المحلية. لكن نظرًا لنموها غالبًا على المنحدرات والتربة الفقيرة غير المناسبة للزراعة المكثفة، فإن تأثير النشاط البشري السلبي عليها يظل محدودًا مقارنةً بأنواع أخرى أكثر تعرضًا. علاوة على ذلك، استخدام السكان لها بشكل مستدام (كجمع البذور والصمغ من البرية) لم يُعرف أنه أدى إلى تدهور خطير في أعدادها. وبشكل عام، يمكن القول إن حالة المحافظة على Sterculia quinqueloba مستقرة حاليًا، مع ضرورة مراقبة أي تطورات مستقبلية قد تؤثر على موائلها الطبيعية، خاصةً في ظل تغيرات المناخ واستعمالات الأراضي في إفريقيا. في الإمارات، حيث تمت زراعتها مؤخرًا، لا تواجه الشجرة تهديدات طبيعية تذكر سوى ضرورة حمايتها من الصقيع النادر وتأمين مياه الري في الصيف إلى أن تثبت جذورها.
المراجع
	1.	مشتل حدائق أشجار مصفوت – صفحة شجرة كف سلمى (Sterculia quinqueloba) (باللغة العربية) – MasfoutGardens.com. صفحة تعريفية بالمنتج تضمنت وصف الشجرة ومعلومات زراعتها في منطقة مصفوت.
	2.	حساب مشتل حدائق مصفوت على إنستغرام – مقطع فيديو عن الشجرة – Instagram masfout.gardens). عرض مرئي قصير يظهر نمو شجرة كف سلمى في مشتل مصفوت مع شرح شفهي.
	3.	Useful Tropical Plants – Sterculia quinqueloba – (Edmund Launert et al.)  . موسوعة نباتية على الإنترنت توفر معلومات عامة عن الأنواع المدارية المفيدة، تشمل الوصف والاستخدامات والمدى الجغرافي.
	4.	Protabase (Plant Resources of Tropical Africa) – Sterculia quinqueloba  . قاعدة بيانات الموارد النباتية لأفريقيا الاستوائية، تشتمل على معلومات تفصيلية حول استخدامات الشجرة (الأخشاب، الطب التقليدي، إلخ).
	5.	Flora of Zimbabwe – Sterculia quinqueloba  . موقع فلورا زيمبابوي يقدم وصفًا موجزًا للشجرة في البيئة الزيمبابوية (الوصف المورفولوجي والأسماء المحلية).
	6.	World Agroforestry Centre – Species Profile (Sterculia quinqueloba)  . نشرة إرشادية حول الشجرة ضمن دليل الأشجار المفيدة (تنزانيا) صادرة عن المركز العالمي للأشجار المثمرة، تحتوي على وصف النبات وطرق إكثاره.